# 타주라주

타주라주의 위치

타주라주(Tadjourah)는 지부티 중북부에 위치한 주로 주도는 타주라이며 면적은 7,100km2, 인구는 96,830명(2015년 기준), 인구 밀도는 14명/km2이다. 북쪽으로는 에리트레아, 북서쪽으로는 에티오피아와 국경을 접하며 북동쪽으로는 오보크주, 남쪽으로는 디킬주와 아르타주, 남동쪽으로는 타주라만과 접한다.